# American Dad! (sæson 2)
Den anden sæson af tegnefilmserien American Dad! blev sendt første gang fra 11. september 2005 til 14. maj 2006. Sæsonen består af seksten episoder og blev sendt på den amerikanske tv-station FOX.

## Afsnit
| # | Total | Titel                                  | Instruktør      | Forfatter                    | Første sendedag    | Produktions kode |
| --- | ----- | -------------------------------------- | --------------- | ---------------------------- | ------------------ | ---------------- |
| 1 | 8     | "Bullocks to Stan"                     | Brent Woods     | Alison McDonald              | 11. september 2005 | 1AJN09           |
| 2 | 9     | "A Smith in the Hand"                  | Pam Cooke       | David Hemingson              | 18. september 2005 | 1AJN10           |
| 3 | 10    | "All About Steve"                      | Mike Kim        | Chris McKenna & Matt McKenna | 25. september 2005 | 1AJN08           |
| 4 | 11    | "Con Heir"                             | Albert Calleros | Steve Hely                   | 2. oktober 2005    | 1AJN11           |
| Efter sin fars død afslører Stan overfor familien, at han slet ikke var hans rigtige far, men at hans rigtige far er en superspion ved navn Jack Smith.                                                                                                  |       |                                        |                 |                              |                    |                  |
| 5 | 12    | "Stan of Arabia: Part 1"               | Rodney Clouden  | Nahnatchka Khan              | 6. november 2005   | 1AJN12           |
| Stan gør deputy director Bullock vred og forflyttes derfor til CIA's afdeling i Saudi-Arabien med sin familie. Snart opdager han, at Saudi-Arabien er et meget bedre sted end USA at være mand i.                                                        |       |                                        |                 |                              |                    |                  |
| 6 | 13    | "Stan of Arabia: Part 2"               | Anthony Lioi    | Carter Bays & Craig Thomas   | 13. november 2005  | 1AJN13           |
| Situationen for familien Smith spidser til i Saudi-Arabien, da Francine ikke kan accepterer landets kønsrollemønster, mens Stan finder det hele fantastisk efter han har afbrændt familiens pas og ophævet deres amerikanske statsborgerskab.            |       |                                        |                 |                              |                    |                  |
| 7 | 14    | "Stannie Get Your Gun"                 | John Aoshima    | Brian Boyle                  | 20. november 2005  | 1AJN14           |
| Ved et uheld kommer Hayley til at skyde Stan, som bliver lam i hele kroppen. Stan og familien må nu vende sig til den nye situation og Hayley må støtte sin fars kærlighed til våben ud af skyldfølelse over sin gerning.                                |       |                                        |                 |                              |                    |                  |
| 8 | 15    | "Star Trek"                            | Mike Kim        | Chris McKenna & Matt McKenna | 27. november 2005  | 1AJN15           |
| Steve udgiver en børnebog og bliver hurtigt kendt som børnelitteraturens bad boy. |       |                                        |                 |                              |                    |                  |
| 9 | 16    | "Not Particularly Desperate Housewife" | Brent Woods     | Dan Vebber                   | 18. december 2005  | 1AJN16           |
| 10 | 17    | "Rough Trade"                          | Pam Cooke       | David Zuckerman              | 8. januar 2006     | 1AJN17           |
| Roger og Stan beslutter sig for at bytte plads i tilværelse for at bevise overfor hinanden, at de sagtens kan klare den andens liv. |       |                                        |                 |                              |                    |                  |
| 11 | 18    | "Finances with Wolves"                 | Albert Calleros | Neal Boushell & Sam O'Neal   | 29. januar 2006    | 1AJN18           |
| Francine åbner en kagekiosk i det lokale storcenter. Imens tror Steve at han efter flere bid fra en ulv, om natten forvandler sig til en varulv. |       |                                        |                 |                              |                    |                  |
| 12 | 19    | "It's Good to Be Queen"                | Rodney Clouden  | Alison McDonald              | 26. februar 2006   | 1AJN19           |
| 13 | 20    | "Roger 'n' Me"                         | Anthony Lioi    | Rick Wiener & Kenny Schwartz | 23. april 2006     | 2AJN01           |
| 14 | 21    | "Helping Handis"                       | Caleb Meurer    | Nahnatchka Khan              | 30. april 2006     | 2AJN02           |
| Francine køber sig til et lægediplom for at bevise overfor Hayley, at hun er andet end en almindelig husmor. Hun forsøger sig derefter som læge for en gruppe handikappede gangstere.                                                                    |       |                                        |                 |                              |                    |                  |
| 15 | 22    | "With Friends Like Steve's"            | John Aoshima    | Erik Durbin                  | 7. maj 2006        | 2AJN03           |
| 16 | 23    | "Tears of a Clooney"                   | Brent Woods     | Chris McKenna & Matt McKenna | 14. maj 2006       | 2AJN04           |
| Sammen dedikerer Francine og Stan et helt år i Prag til at udslette George Clooney, Francines hadeobjekt nummer et. Tilbage i Langley kæmper Hayley mod kræften, mens Roger og Steve forvandler baghaven til en vingård med små børn som slavearbejdere. |       |                                        |                 |                              |                    |                  |

| Fjernsyn | Spire Denne artikel om et tv-program er en spire som bør udbygges. Du er velkommen til at hjælpe Wikipedia ved at udvide den. |